# Lophophora diffusa
Lophophora diffusa (Croizat) Bravo è una pianta succulenta appartenente alla famiglia delle Cactacee, endemica del Messico.

## Conservazione
La IUCN Red List classifica Lophophora diffusa come specie vulnerabile.